# (523717) 2014 KY101
(523717) 2014 KY101 est un objet transneptunien en résonance 2:3 avec Neptune, donc un plutino.